# Hospice Marie-Richard
L'hospice Marie-Richard est un hospice situé à Lure, en France, inscrit au titre des monuments historiques en 1986 avec le label « Patrimoine du XXe siècle ».

## Localisation
L'hospice est situé sur la commune de Lure, dans le département français de la Haute-Saône.

Carte de l'hôpital de Lure et de l'hospice Marie-Richard avec les aménagements successifs.

## Description

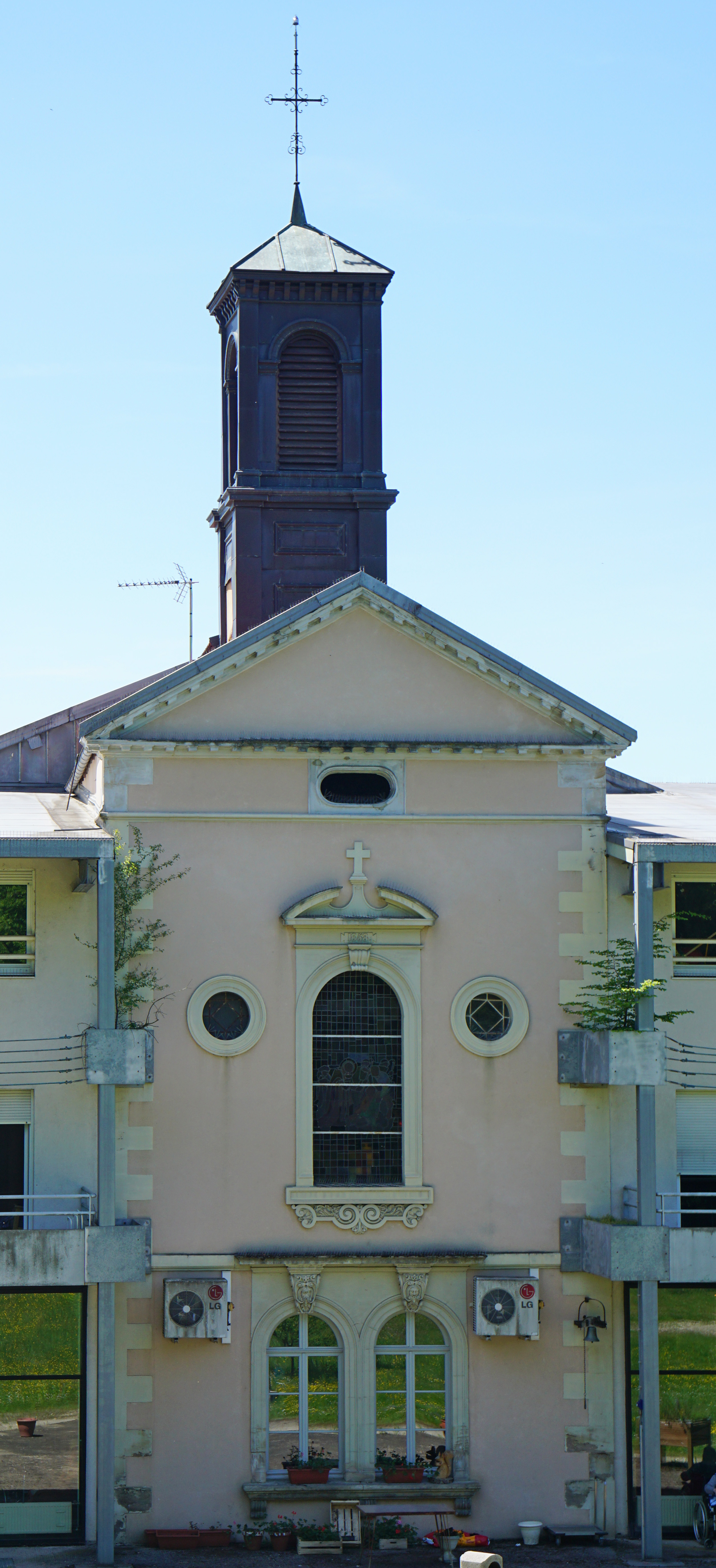
Façade de la chapelle.

Il possède une architecture d'hôpital pavillonnaire.

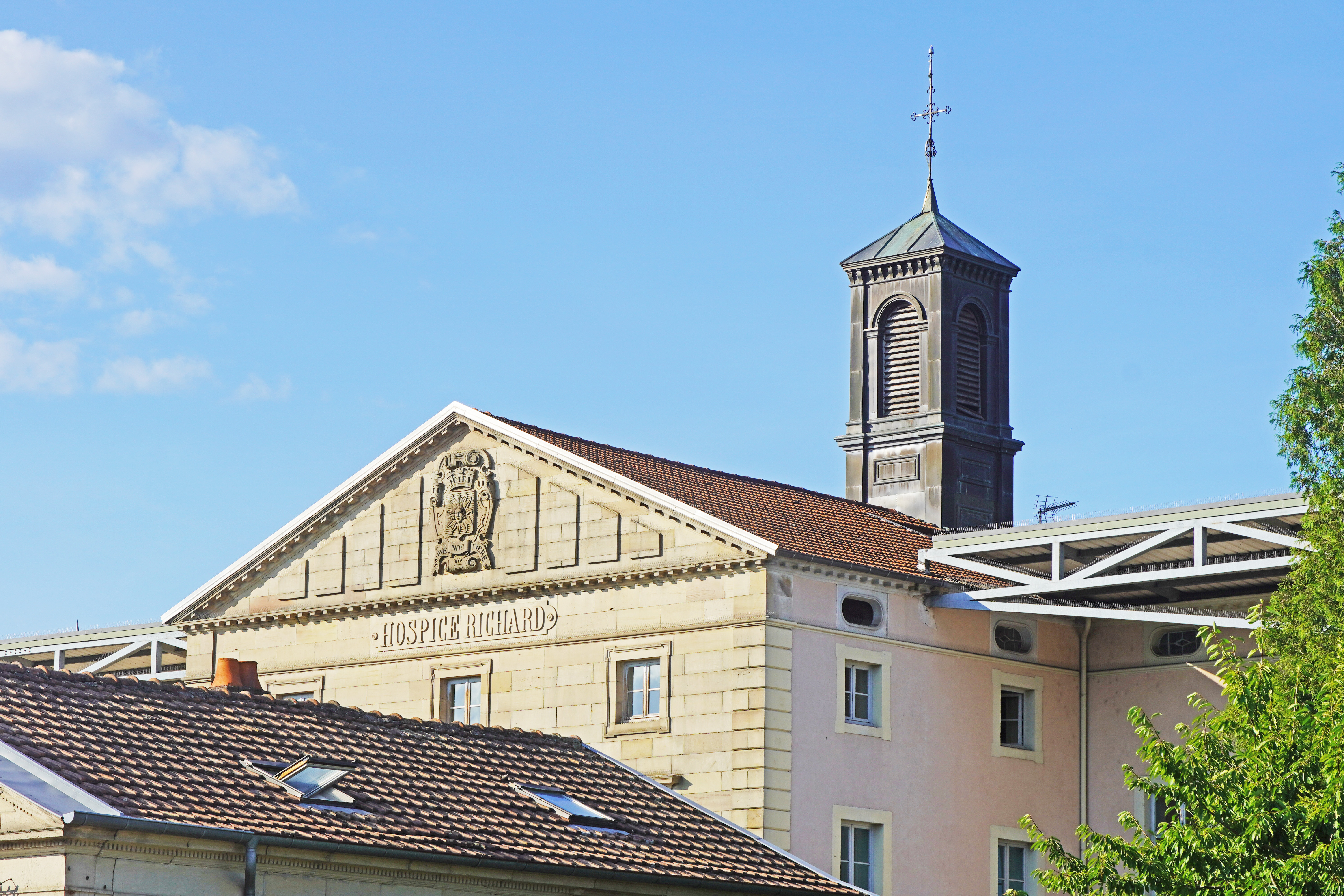
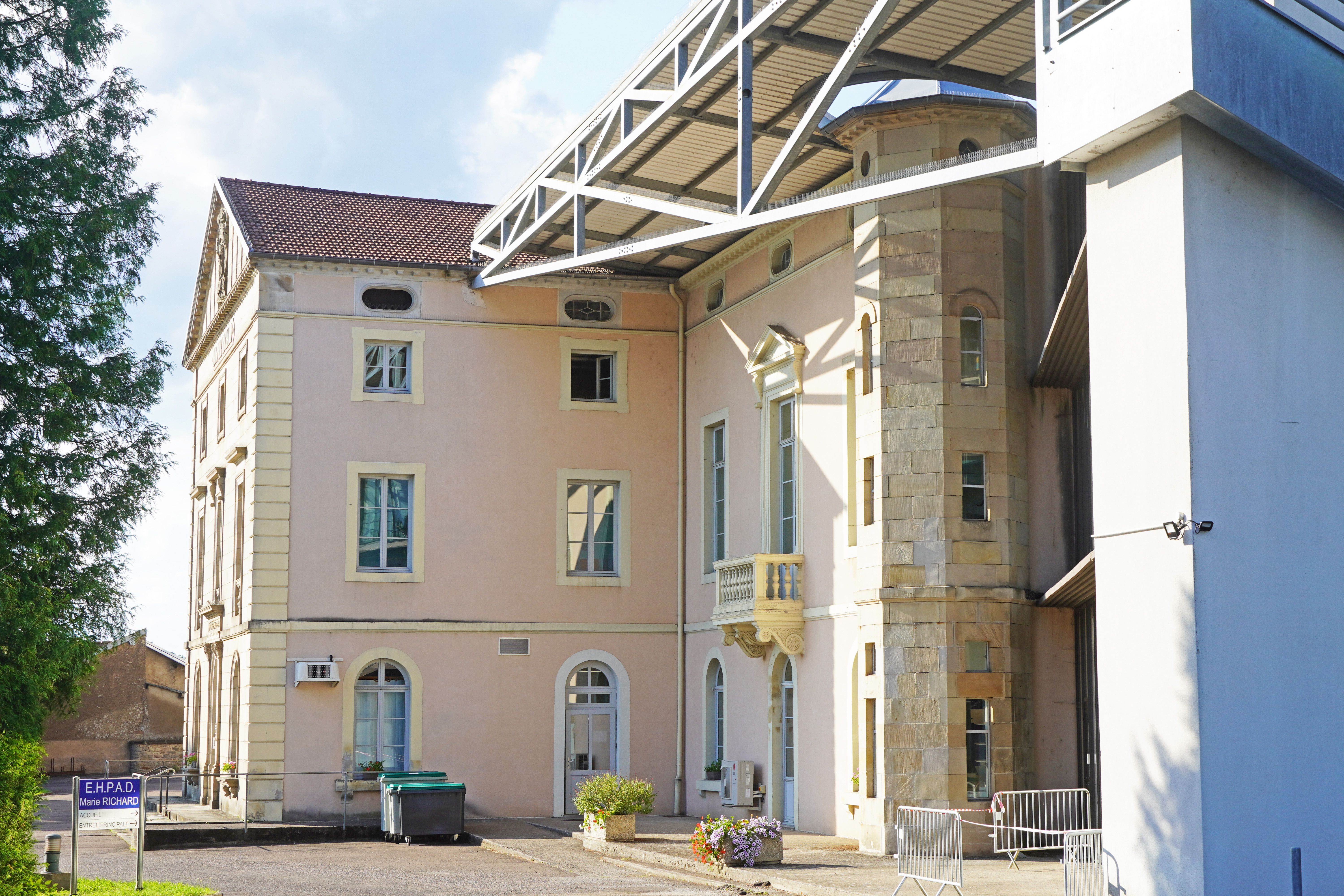

## Histoire

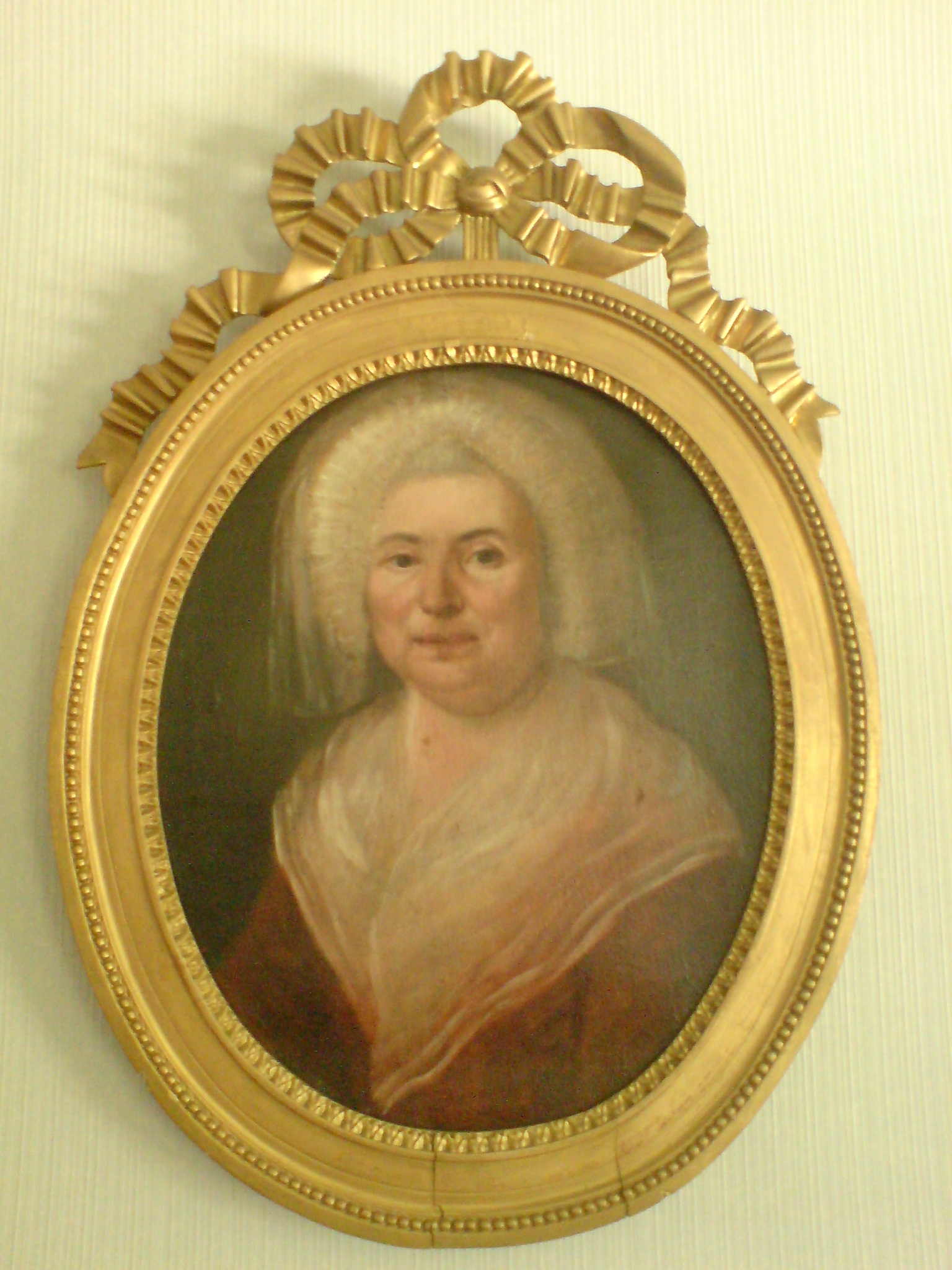
Portrait de Marie Richard, conservé dans l'hospice.

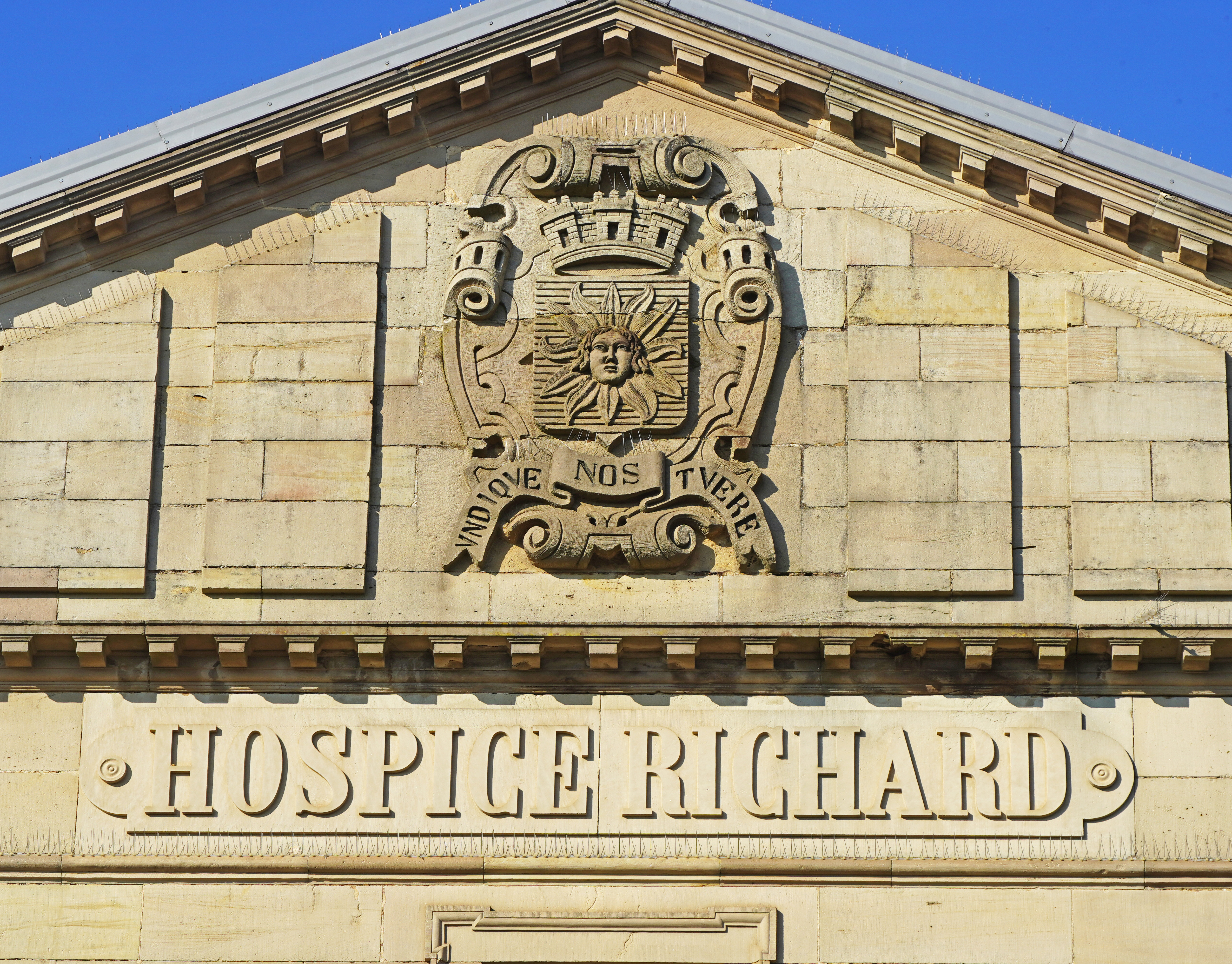
Fronton avec blason de la ville et le nom de marie Richard.

### Hospice
Marie Richard (1804-1852), Bourgeoise, fille unique d'un riche notaire, elle est enterrée à Lure. Elle fit don de l'intégralité de sa fortune à la ville pour la construction d'un hospice pour les démunis. Il fut construit, cinq ans après son décès, en 1857.
En 1896, les soins sont assurés par les Sœurs de Saint-Vincent de Paul. Les malades indigents de la commune sont hébergés gratuitement, les autres (en provenance de tout l'arrondissement) doivent payer 2 francs par jour. La capacité d'accueille est alors de 62 lits dont 36 réservés aux militaires.

### Hôpital civil et militaire

"L'hospice
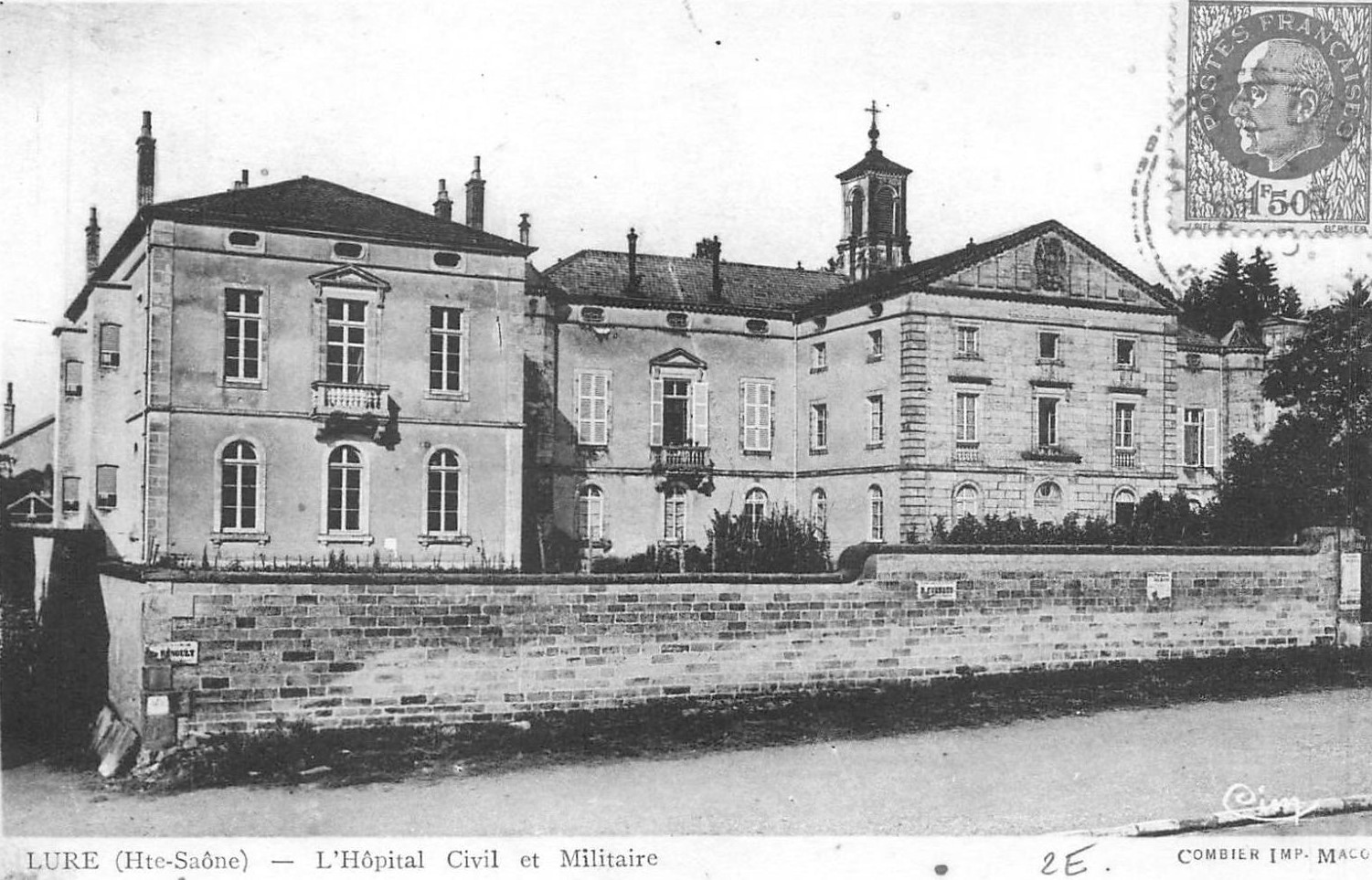
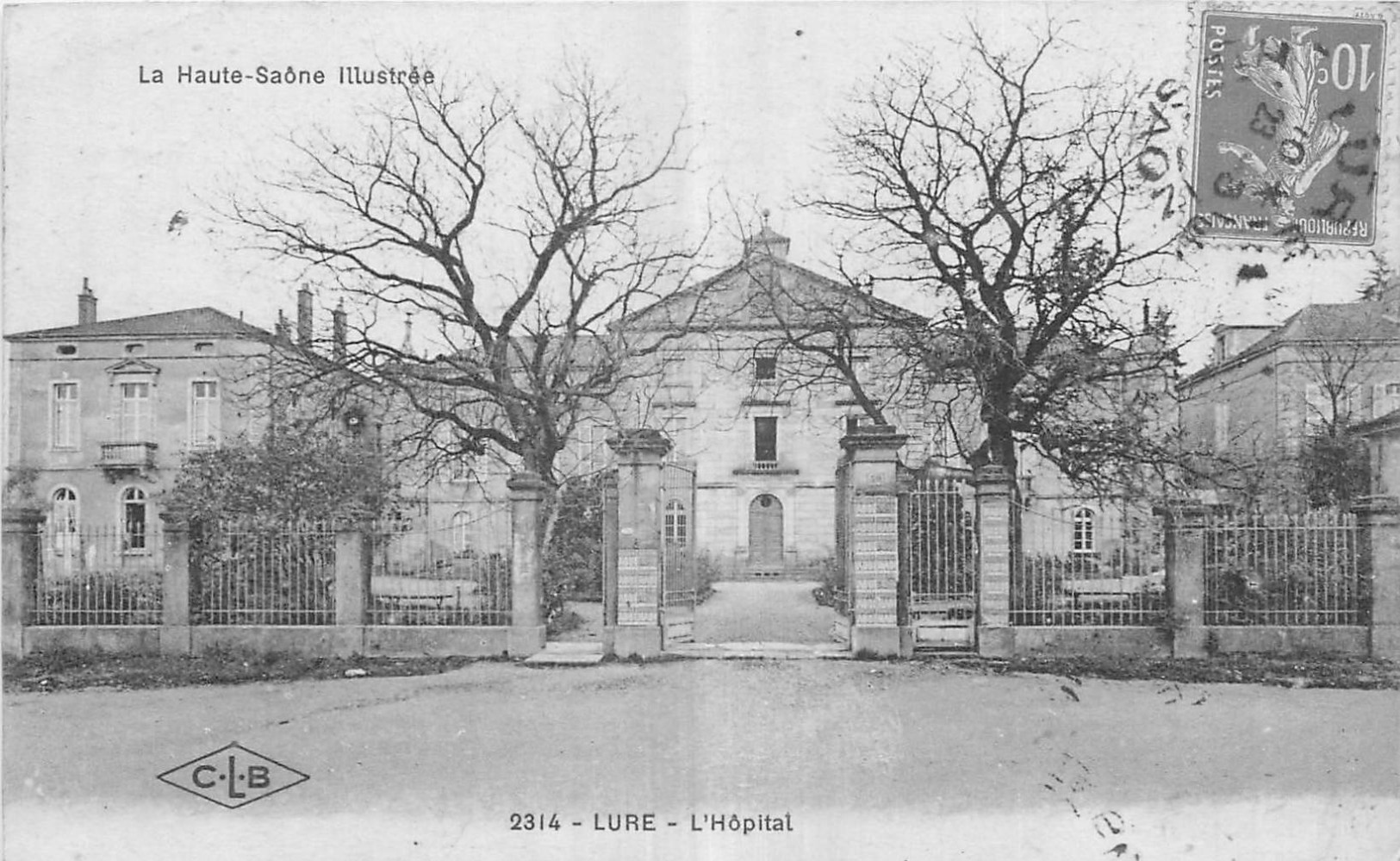
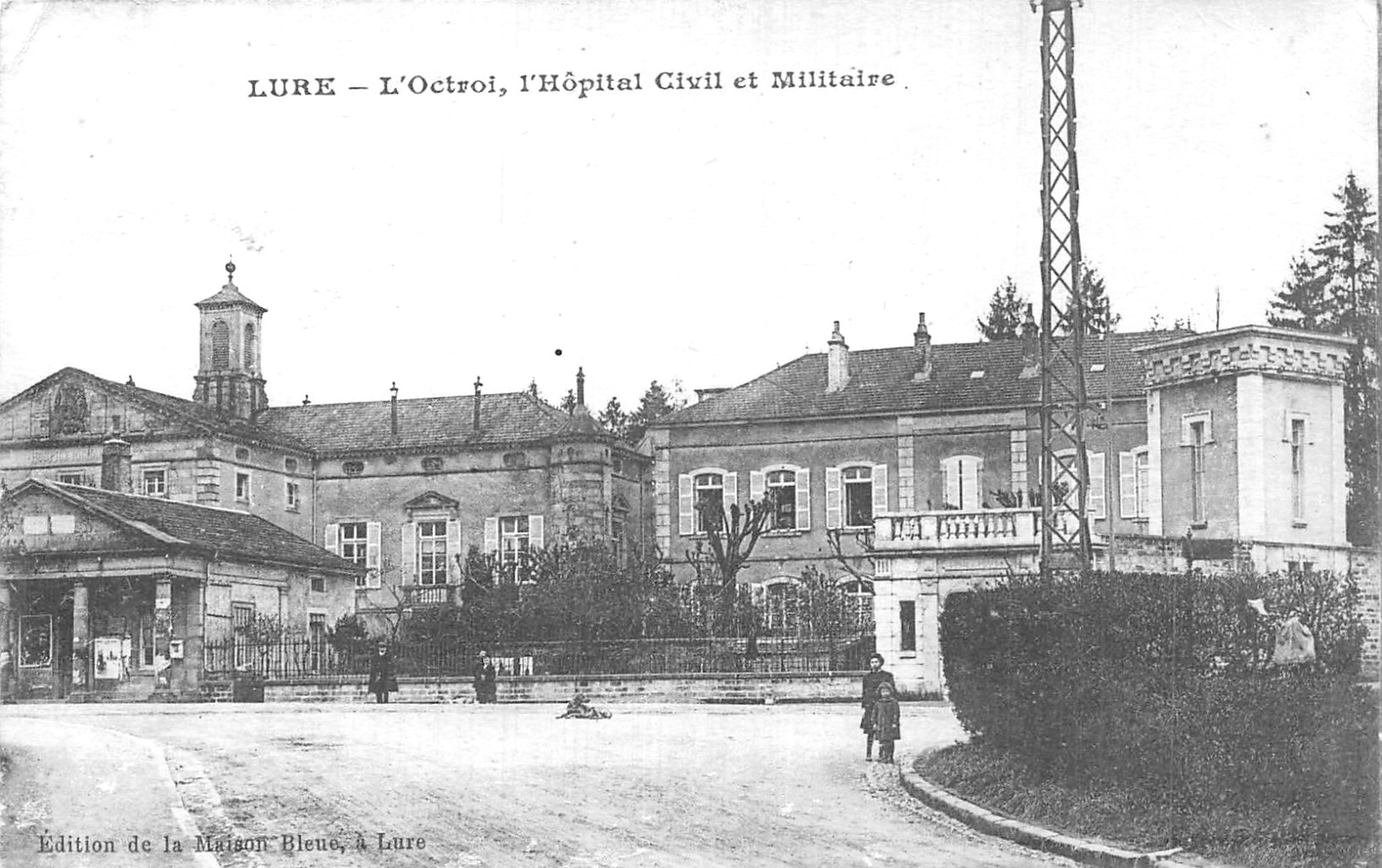

Il devient un hôpital civil et militaire au début du XXe siècle avant de redevenir une maison de retraite à l'ouverture de l'hôpital du Mont-Châtel en 1970.
L'édifice est inscrit au titre des monuments historiques en 1986 puis reçoit le label « Patrimoine du XXe siècle ».
- L'hospice Marie-Richard (hôpital civil et militaire) au début du XXe siècle.

### Maison de retraite

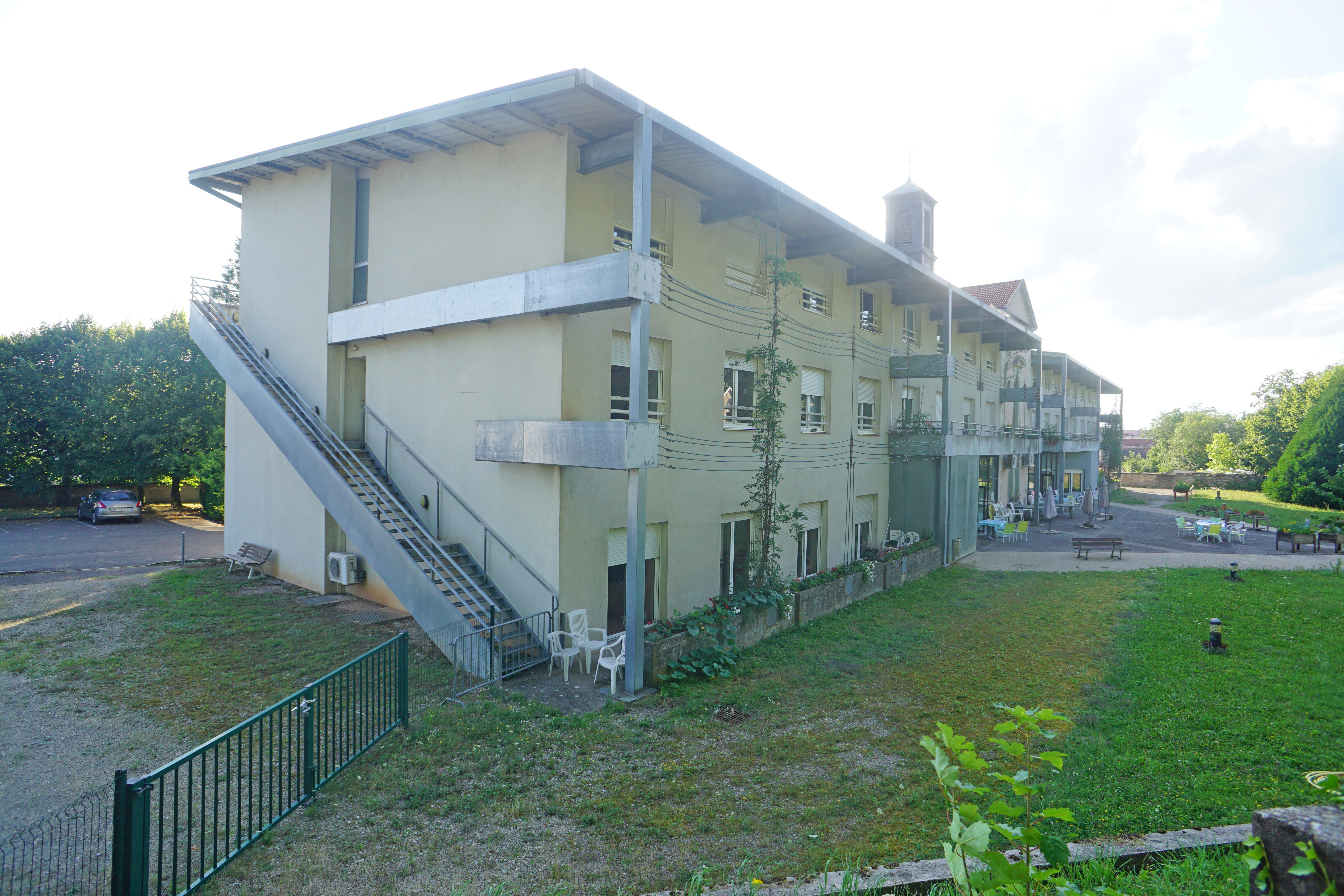
Vue arrière de l'EHPAD, façades des années 1990.

L'hospice, devenu établissement d'hébergement pour personnes âgées dépendantes (EHPAD), est toujours en activité au pied de l'hôpital. Il est rattaché au groupe hospitalier de la Haute-Saône.